# Terra Ignota
Terra Ignota (titre original : Terra Ignota) est une quadrilogie de romans de science-fiction de l'écrivaine américaine Ada Palmer. La série se compose de Trop semblable à l'éclair (Too Like the Lightning, 2016), Sept Redditions (Seven Surrenders, 2017), La Volonté de se battre (The Will to Battle, 2017) et Perhaps the Stars (2021) paru en français en 2022 en deux volumes, L'Alphabet des créateurs et Peut-être les étoiles.
Situés en l'an 2454, ils suivent les événements qui ont conduit le monde à la guerre pour la première fois après les trois siècles de paix ayant suivi la fin de l'État-nation. Les romans ont été nommés à plusieurs prix et le premier, Trop semblable à l'éclair, a remporté le prix Compton-Crook 2017 du meilleur premier roman et a été finaliste du prix Hugo du meilleur roman 2017.

## Romans
1. Trop semblable à l'éclair, Le Bélial', 2019 ((en) Too Like the Lightning, 2016), trad. Michelle Charrier, 672 p.  (ISBN 978-2-84344-958-1)Réédition, Le Livre de poche, coll. « Imaginaire » no 37738, 2024, 896 p. (ISBN 978-2-253-24735-7) - Prix Compton-Crook 2017
2. Sept Redditions, Le Bélial', 2020 ((en) Seven Surrenders, 2017), trad. Michelle Charrier, 544 p.  (ISBN 978-2-84344-962-8)Réédition, Le Livre de poche, coll. « Imaginaire » no 37961, 2025, 736 p. (ISBN 978-2-253-24736-4)
3. La Volonté de se battre, Le Bélial', 2021 ((en) The Will to Battle, 2017), trad. Michelle Charrier, 544 p.  (ISBN 978-2-84344-975-8)Réédition, Le Livre de poche, coll. « Imaginaire » no 38159, 2025, 736 p. (ISBN 978-2-253-24737-1) (à paraître le 10 septembre 2025)
4. (en) Perhaps the Stars, 2021
  1. L'Alphabet des créateurs, Le Bélial', trad. Michelle Charrier, 550 p.  (ISBN 978-2-84344-994-9)
  2. Peut-être les étoiles, Le Bélial', trad. Michelle Charrier, 540 p.  (ISBN 978-2-38163-061-8)

## Univers
À la suite du développement d'une technique de transport bon marché d'un point à un autre du monde en deux heures et une suite de guerres de religion connues sous le nom de Guerres de l'Église, le 22ième siècle a vu la fin de l'État-nation. Il a été remplacé par des corpus de lois universelles s'appliquant à tout le monde et par des Ruches, qui sont des nations non géographiques à adhésion volontaire. Chaque ruche a son propre système juridique, ainsi que des systèmes uniques de gouvernement, de langue, de mode vestimentaire, et la plupart ont une capitale. En 2454, il reste sept ruches, ainsi que trois groupes humains de hors-Ruche. Tous les mineurs sont des droit-gris jusqu'à ce qu'ils réussissent leur examen de compétence adulte et déclarent éventuellement une allégeance à une ruche.
Un principe important du système d'adhésion volontaire aux ruches est qu'il doit être possible de ne pas être membre d'une ruche. Ainsi, il existe un ensemble de lois qui régissent toute l'humanité, énoncées par l'Alliance libre universelle, et connu sous le nom de lois noires. Ces lois interdisent principalement les actions qui entraîneront une perte importante de vies humaines ou la destruction de ressources naturelles, nuire à un mineur ou priver un individu de sa capacité à demander de l'aide via son traceur. Les tribuns noirs, représentants de ceux qui n'ont pas de ruche, ont un droit de veto sur toute nouvelle loi noire proposée. Un ensemble supplémentaire de lois de consensus, connues sous le nom de lois grises, reflètent les lois raisonnables fréquemment recommandées pour préserver la paix commune et interdire les comportements destructeurs tels que la violence, le vol et l'exploitation. Ces lois s'appliquent aux mineurs et aux personnes en incapacité mentale de donner leur consentement éclairé de se soustraire à ces lois. Au-dessus de ces lois, se trouve un ensemble de lois sur les caractères [traduction à confirmer], connues sous le nom de lois blanches, qui sont suivies par ceux qui croient que des lois plus strictes conduisent à un comportement moral, et interdisent les substances récréatives et la violence, ainsi que certaines activités sexuelles. Tout adulte qui n'est pas membre d'une ruche peut choisir l'ensemble de lois qu'il souhaite suivre et par lequel il souhaite être protégé.
| Ruche ou groupe           | Capitale                 | Langue de la Ruche        | Système de gouvernement                                                               | Remarques |
| ------------------------- | ------------------------ | ------------------------- | ------------------------------------------------------------------------------------- | --- |
| Humanistes                | Buenos Aires             | Espagnol                  | Démocratie à constitution flexible                                                    | Le pouvoir des institutions y est proportionnel au nombre de votes détenus, qui varie selon la situation. Par exemple, en temps de crise, le pouvoir se concentre sur un président, qui peut détenir plus de la moitié du pouvoir de vote, alors qu'en période plus stable, il peut être réparti au sein d'un conseil dirigeant. Les Humanistes croient au pouvoir de l'accomplissement individuel et ont été formés par la fusion de la ruche olympique consacrée au sport et de la ruche de la fête universelle consacrée aux artistes. Les Humanistes portent des bottes personnalisées. |
| Cousins                   | Casablanca               | Anglais                   | Conseil d'administration et boîte à idées.                                            | À l'origine groupe international de bénévoles fournissant des hébergements d'accueil aux voyageurs, les Cousins continuent d'être une communauté de bons samaritains. Leur président est responsable du programme des Servants. Leurs lois interdisent l'utilisation de drogues récréatives et la prostitution. Les Cousins portent une écharpe. |
| Maçons                    | Alexandrie               | Néo-latin maçonnique      | Monarchie absolue non héréditaire                                                     | La légende dit que l'Empire maçonnique descend des loges maçonniques et le mystère autour de ses origines lui donne une aura de puissance. Les maçons portent des costumes, souvent avec des manches ou des brassards de couleurs différentes pour symboliser le statut. |
| Gordiens                  | Ingolstadt               | Allemand                  | Bash-Cerveau, sélectionné par Adolf Riktor Brill Institute of Psychotaxonomic Science | L'Institut brilliste est une institution universitaire fondée par Brill, un psychologue révolutionnaire. La direction de l'Institut brilliste est choisie par le Bash-Cerveau. Les Gordiens portent des pulls avec des motifs indiquant leurs traits de personnalité. |
| Européens                 | Bruxelles                | Français                  | Démocratie parlementaire nationale                                                    | L'Europe de la Terra Ignota accueille ceux qui accordent de la valeur à l'identité ethnique ou nationale, et ceci même au-delà du continent européen. |
| Mitsubishi                | Tōgenkyō (en Indonésie)  | Aucun (anglais)           | Démocratie d'actionnaires (timocratie d'entreprise)                                   | Les membres de la ruche Mitsubishi valorisent la propriété foncière et se voient attribuer des parts supplémentaires en fonction des terrains, appartements ou usines qu'ils détiennent. La ruche de Greenpeace contrôlait la plupart des espèces sauvages du monde avant sa fusion à la ruche Mitsubishi. L'Indonésie a été choisie pour l'emplacement de la capitale comme compromis entre les trois grandes strates nation de la Ruche, le Japon, la Corée et la Chine. Les Mitsubishi portent des vêtements qui changent avec la saison.                                                |
| Utopistes                 | Luna City (sur la lune ) | Aucun (anglais / U-speak) | Mélange de groupes de travail, d'équipes : les « constellations »                     | Les Utopistes portent des manteaux et des visières de griffon, un matériau numérique programmé pour afficher et éventuellement retraiter une vue d'un autre endroit, choisi par celui qui le porte selon ses sujets d'intérêt, comme la vue depuis une station spatiale. |
| Hors-Ruche de droit noir  | Hobbestown               | Aucun                     |                                                                                       | Suivre les lois noires est préconisé à ceux qui vivent à Hobbestown. De plus, avant de commettre toute action importante, un droit gris est supposé consulter un Rumormonger, qui est la personne la mieux informée de la ville, afin d'obtenir ses conseils. Tous les humains doivent suivre les huit lois noires, dites lois universelles. Les sans ruche de droit noir choisissent de ne pas en suivre d'autres. Il existe un ensemble supplémentaire d'us et coutumes, mais celles-ci ne sont pas contraignantes. Les droit-noir portent une ceinture noire.                            |
| Hors-Ruche de droit gris  |                          | Aucun                     |                                                                                       | Par défaut, tous les mineurs sont des droit gris jusqu'à ce qu'ils réussissent leur examen de compétence d'adulte et choisissent une ruche ou un autre ensemble de lois. Les droit gris suivent les lois noires, plus un ensemble supplémentaire de « lois de consensus ». Les droit-gris portent une ceinture grise. |
| Hors-Ruche de droit blanc |                          | Aucun                     |                                                                                       | Les hors-Ruche de droit blanc respectent toutes les lois noires et les lois grises, ainsi qu'un ensemble supplémentaire de « lois sur les caractères ». Les droit-blanc portent une ceinture blanche. |

Au cœur de l'organisation des communautés humaines, le bash, dans la Terra Ignota, est un groupe familial étendu, auquel on appartient soit par descendance, soit par adoption et adhésion volontaire. Un bash regroupe généralement des humains partageant des mêmes valeurs, centres d'intérêt, ou envie de vivre ensemble. Les relations entre les membres d'un bash peuvent être de filiation (pabrash) et de fratrie (frabash), sentimentales ou amoureuses. Un bash est affilié généralement à une ruche.
Le système de transport des six Ruches est un réseau mondial de voitures volantes géré par un bash humaniste. C'est le principal mode de déplacement de la Terra Ignota. Les Utopistes exploitent leur propre système de voiture, distinct du système principal utilisé par les autres Ruches. Le système utopiste est légèrement plus lent que le système principal, mais n'a aucun accident à déplorer depuis sa création.
Les immuables sont des personnes dont le système nerveux est reprogrammé dès avant la naissance et pendant leur petite enfance pour en faire un système reconditionné effectuant des calculs très compliqués, excellent à corréler temporellement de nombreuses variables et dépassant en cela les capacités des ordinateurs. Eureka Weeksbooth, un immuable cartésien, aurait 45 sens câblés sur différents nerfs, y compris ceux de la douleur, et est plus efficace pour faire fonctionner le système de transport que n'importe quel supercalculateur que l'humanité est capable de construire. Les nourriciers sont des gens qui croient que, comme les immuables ne sont pas capables de changer ou de se développer, ou d'interagir normalement avec la vie, il est cruel de leur donner naissance, ce qui devrait être interdit. La question des immuables est une question morale qui provoque des tensions sociales et a dans le passé provoqué des émeutes. Il existe différents types d'immuables selon l'objectif donné à leur reprogrammation (cartésien, etc.).
La surveillance est universelle, les individus sont équipés de « traceurs » individuels et personnels, qui sont à la fois des appareils de communication et qui enregistrent les allées et venues d'une personne (comme leur nom l'indique), mais ils peuvent être désactivés.

## Style et influence
Les livres commencent par une page d'autorisations, de clauses de non-responsabilité et d'avertissements, parties intégrantes de la fiction. Palmer a expliqué dans une entrevue que les livres français de la période de l' Ancien Régime énuméraient les autorités les ayant approuvés à des fins de censure, et que ces listes donnent un aperçu des préoccupations et des priorités de la société dans laquelle ils ont été publiés. Mycroft Canner, membre du programme des Servants, regroupant des criminels condamnés mais en liberté conditionnelle, est le principal narrateur du livre, et le premier récit correspond à ses activités du 23 mars au 27 mars 2454. Mycroft décrit également certains événements dans lesquels il n'est pas directement impliqué, mais qui lui ont été relatés à postériori par d'autres, ou dont il a été témoin à travers le traceur d'un autre personnage, un dispositif technologique universellement utilisé et qui permet au porteur d'appeler, entre autres choses, d'autres traceurs, prendre une photo et parcourir instantanément un réseau d'informations semblable à Internet ; il admet également avoir imaginé certaines scènes, en conservant la voix narrative à la première personne utilisée tout au long du roman. Il y a des intermèdes occasionnels d'autres narrateurs et des sections qui ont été ajoutées par des éditeurs ou des correcteurs du récit, comme les traductions latines données au chapitre 21 par quelqu'un sous le surnom 9A.
Les romans s'adressent fréquemment au lecteur pour créer un « lien personnel » entre l'auteur et le lecteur, inspirée de Jacques le Fataliste de Diderot, dont est extrait l'épigraphe, et d'autres ouvrages de la littérature du XVIIIe siècle. Ada Palmer a considéré qu'il y avait une « expérience émotionnelle » particulière quand on lit ce genre de livre, et a donc adopté ce même style, pour approfondir le lien entre le dix-huitième siècle et le monde de ses romans. De même, le narrateur fait fréquemment référence au fait qu'il écrive lui-même le livre et à l'examen minutieux qu'il subit de la part d'autres personnages, qui ont apparemment agi en tant que rédacteurs et censeurs.
Ada Palmer a indiqué « qu'un certain nombre de ses thèmes principaux proviennent de la littérature des Lumières : si les humains avaient la capacité de refaire rationnellement un monde meilleur, si le sexe et la moralité sont artificiels ou innés, si la notion de Providence est pour comprendre le monde et si oui, quelle éthique pouvons-nous développer pour s'appuyer dessus ». Trop semblable à l'éclair fait fréquemment référence à Voltaire, appelé le patriarche. Tout au long des trois premiers livres de la série, Mycroft s'engage dans des dialogues avec le lecteur, dont les réponses et les objections à Mycroft lui-même sont également données, et La Volonté de se battre propose également des dialogues avec Thomas Hobbes .

### Langues
De nombreuses langues différentes sont parlées tout au long de la quadrilogie. La plupart des dialogues sont généralement rédigés en anglais, mais diverses conventions orthographiques sont utilisées pour indiquer l'usage d'autres langues ou d'autres moyens de communication. Différents signes de ponctuation sont utilisés pour désigner chaque langue. Par exemple, pour représenter les mots prononcés en japonais, des crochets d'angle「 comme ceux-ci 」sont utilisés, tandis que les textes en français et grec sont entourés de guillemets « comme ceux-ci ». Les points d'interrogation et d'exclamation inversés ¡¿ et ?! sont utilisés pour indiquer un discours en espagnol. L'allemand ne fait pas l'objet de ponctuation particulière, mais le texte traduit de l'allemand préserve les règles de majuscules aux noms de cette langue, par exemple « le Texte ressemble à ceci, avec les Noms en majuscules ». Le latin maçonnique, ainsi que le dialecte propre à J.E.D.D. Mason, est souvent laissé non traduit et en italique, mais est généralement suivi d'une traduction anglaise entre parenthèses, fournie soit par Mycroft ou 9A. Même si Mycroft parle déjà sept langues, d'autres langues apparaissent parfois et elles ont leurs propres conventions : par exemple, lorsqu'un personnage parle hindi, le point est remplacé par le « poorna viraam »' hindi (« । ») (U + 0964 « Devanagari Danda »). Les immuables communiquent uniquement via messages textes échangés via les traceurs, et leurs dialogues sont entourés de signes inférieurs (<) et de signes supérieurs (>), avec tout le texte rendu en lettres minuscules, et sans accents. Les autres textes apparaissant sur les traceurs sont également entourés de signes inférieurs à et supérieurs à, mais avec des majuscules et des accents appropriés.

### Langue dégenrée
Presque tous les personnages utilisent un langage neutre, on et ons étant les pronoms généralement utilisés. Mycroft, le narrateur principal, trouve que l'obsession de son monde pour la neutralité de genre est oppressante, et utilise souvent des pronoms genrés pour se référer à d'autres personnages, attribuant des sexes en fonction de la personnalité et des rôles des personnages, selon les rôles usuels des genres occidentaux traditionnels. Par exemple, le narrateur utilise le pronom « elle » pour désigner le personnage Chagatai, en raison de son attitude attentionnée et de son rôle de cuisinière de la maison. L'auteur a expliqué que Mycroft « utilise fréquemment » les pronoms sexués, tout comme les gens dans la vraie vie font souvent des erreurs lorsqu'ils utilisent des pronoms non sexués. De même, au chapitre du début de Sept Redditions, Sniper conseille au lecteur de ne pas « faire confiance aux pronoms genrés que Mycroft donne aux gens, ils viennent tous de Madame »:23. Mycroft change parfois les pronoms genrés qu'il donne aux caractères. Par exemple, Carlyle Foster est principalement désigné en utilisant le pronom elle dans Sept Redditions, alors que dans le premier livre, Carlyle est désigné par le pronom il.

### Néologismes
De nouveaux mots sont utilisés pour désigner des concepts apparus dans la société de la Terra Ignota.
Un bash, dont l'étymologie provient d'un terme japonais abrégé, désigne le groupe familial étendu, auquel on appartient soit par descendance, soit par adoption et adhésion volontaire. À ce terme s'ajoutent les désignations de groupes au sein du bash comme les parents (pabash) et les fratries (frabash).
Un sensayer est un conseiller spirituel, attaché à une personne ou à un bash, assurant le bien-être psychologique de ses ouailles. Il organise des séances régulières (consultations hebdomadaires par exemple) de discussion et d'échange autour des préoccupations et questions d'ordre métaphysique que pourrait avoir son interlocuteur. Sa formation l'amène à connaître l'ensemble des questions de cet ordre qu'un humain peut se poser, des réponses qu'y ont apporté les religions passées et lui permet d'accompagner son interlocuteur dans ses interrogations et sa réflexion. Le système présente bien évidemment des similarités avec la confession catholique ou la cure psychanalytique, dont il peut être vu comme la forme moderne et universelle.Toute forme de prosélytisme étant strictement interdite par les lois universelles, il est aussi le garant de l'indépendance psychologique des personnes qui lui sont confiées. Il a pour obligation de dénoncer au Conclave de la Ruche des Cousins toute personne ou organisation qui tenterait de mettre en place un culte religieux ou une secte.

### Les origines des titres
- Le titre de la série, Terra Ignota, est une forme alternative du terme topographique archaïque terra incognita (latin pour « terre inconnue »), autrefois utilisé pour désigner des régions qui n'avaient pas été cartographiées ou documentées. Ada Palmer réutilise le terme en tant que nouveau type de plaidoirie de droit international introduit par un personnage lors d'un procès criminel dans La Volonté de se battre. La première utilisation connue du terme apparaît dans la Géographie de Ptolémée c. 150 AEC, qui a fait l'objet un regain d'intérêt à l'époque des grandes découvertes.
- Le titre du premier roman, Trop semblable à l'éclair, est tiré de Roméo et Juliette (Acte II, scène 2), et a été l'inspiration originale de la série[4].
- Sept Redditions décrit les événements au cours desquels les sept Ruches abdiquent une partie de leur autonomie à un personnage central.
- La Volonté de se battre est tirée du Léviathan de Thomas Hobbes, et décrit l'état du monde avant que les combats ne commencent réellement, mais « où la volonté de combattre est suffisamment connue »[6].
- Peut-être les étoiles, le titre du quatrième livre de la série en version originale et le cinquième en version française, est aussi le titre du treizième chapitre du premier roman, qui a introduit la Ruche des Utopistes dans l'histoire.

## Personnages
- Mycroft Canner : un servant reconnu coupable de crimes infamants et un narrateur peu fiable de son propre aveu qui travaille pour de nombreux dirigeants mondiaux les plus puissants et protège Bridger. Il a été chargé par plusieurs autres personnages d'écrire « l'histoire » que la série relate
- Bridger : un orphelin de 13 ans qui « fait des miracles » comme d'amener à la vie des objets inanimés qui deviennent réels
- Le Commandant, plus tard connu sous le nom d'Achille : le chef d'une unité de soldats de plastique qui ont été amenés à la vie par Bridger, et qui lui servent de garde
- Lieutenant Aimer, ou plus tard Patrocle : lieutenant du Commandant et commandant en second des petits soldats.
- Thisbe Ottila Saneer : un autre des protecteurs de Bridger, membre du bash Saneer-Weeksbooth qui gère le système de transport commun mondial
- Cato Weeksbooth : membre du bash Saneer-Weeksbooth, brillant mais instable. Il est bénévole au Musée des Sciences et de l'Indutrie (Chicago), enseignant aux jeunes enfants la science
- Ockham Prospero Saneer : le chef du bash Saneer-Weeksbooth, détenteur d'un droit extrêmement rare de peine de mort
- Ojiro Cardigan Sniper : un athlète, un artiste de performance et un mannequin de renommée mondiale et membre du bash Saneer-Weeksbooth
- Carlyle Foster : un sensayer orphelin, de la Ruche des Cousins, affecté au bash Saneer-Weeksbooth
- J.E.D.D. Mason : étrange mais brillant Tribun, fils adoptif de Cornel MASON. Les autres noms qui lui sont donnés : Jed, Tai-Kun, Xiao Hei Wang, Jagmohan, Jehovah Epicurus Donatien D'Arouet Mason
- Mycroft « Martin » Guildbreaker : un enquêteur maçonnique et gardien de J.E.D.D. Mason
- Dominic Seneschal : le valet et le sensayer personnel étrange et dérangeant de J.E.D.D. Mason
- Aldrin Bester : un enquêteur utopiste, dont le manteau représente une ville spatiale
- Voltaire Seldon : un enquêteur utopiste, dont le manteau représentant des ruines
- Danaë Marie-Anne de la Trémouïlle : beauté mondialement connue, mère biologique de Carlyle Foster, épouse de Hotaka Andō Mitsubishi, sœur de Ganymède de la Trémouïlle
- Saladin : l'amant et complice secret de Mycroft Canner

### Leaders mondiaux
- Hotaka Andō Mitsubishi : directeur général de la Ruche Mitsubishi, époux de Danaë Marie-Anne de la Trémouïlle
- Ganymède Jean-Louis de la Trémouïlle : Président de la Ruche humaniste, frère de Danaë Marie-Anne de la Trémouïlle
- L'Anonyme : commentateur politique extrêmement respecté qui cache son identité, qui contrôle le vice-président de la Ruche humaniste à distance
- Cornel MAÇON : Empereur de la Ruche des maçons
- Vivien Ancelet : Censeur de Romanova, épouse de Bryar Kosala
- Bryar Kosala : Président de la Ruche des Cousins, épouse de Vivien Ancelet
- Felix Faust : Directeur de l'Institut Brilliste et de la Ruche des Gordiens, au caractère enjoué et sarcastique
- Roi Isabel Carlos II : Roi d'Espagne et ancien Premier Ministre de la Ruche européenne
- Casimir Perry : Premier Ministre de la Ruche européenne qui a remporté l'élection après le retrait du Roi d'Espagne
- Madame D'Arouet : la mère biologique de J.E.D.D. Maçon, dirigeant le Club des sexes genrés et leader du bash secret des dirigeants mondiaux

## Accueil
La NPR qualifie le livre de « dense et complexe » et la construction du monde comme un « exploit passionnant », comparé aux mondes de Gene Wolfe et Neal Stephenson. Le critique décrit Trop semblable à l'éclair comme « l'un des romans les plus exaspérants, majestueux et ambitieux – dans tous les genres – de ces dernières années » mais déplore la fin abrupte. La New York Review of Science Fiction compare le narrateur à Alex d'Orange mécanique.
Paul Kincaid dans Strange Horizons a été déçu par le traitement du genre dans Trop semblable à l'éclair, déplorant l'abandon direct par le narrateur, préférant le style utilisé dans La Justice de l'ancillaire. Il considère que les concepts décrits dans le livre ont le potentiel d'en faire « l'une des œuvres les plus significatives de la science-fiction contemporaine » mais ne parviennent pas à « [être] à la hauteur de ses aspirations ».

## Prix
- Trop semblable à l'éclair a été finaliste du prix Hugo du meilleur roman 2017[10] et a remporté le prix Compton-Crook 2017 pour le meilleur premier roman[11].
- Ada Palmer reçoit en 2023[12] le Grand prix de l'Imaginaire, en catégorie « roman étranger », pour son cycle « Terra Ignota ».
- À noter que Michelle Charrier, sa traductrice vers le français, reçoit en 2020[13] le prix Jacques Chambon de la traduction pour le tome 1, Trop semblable à l'éclair.